# Tonio Oeftering
Tonio Oeftering ist ein deutscher Politikdidaktiker.

## Leben
An der PH Freiburg studierte er von 2000 bis 2004 und von 2004 bis 2007 Erziehungswissenschaft, Studienrichtung Erwachsenenbildung mit dem Schwerpunkt Politikwissenschaft. Nach der Promotion an der PH Freiburg 2012 war er von 2011 bis 2013 an der Universität Hannover wissenschaftlicher Mitarbeiter am Institut für Politische Wissenschaft Arbeitsbereich Didaktik der Politischen Bildung. An der Universität Lüneburg war er von 2014 bis 2018 Juniorprofessor für Politikdidaktik am Institut für Politikwissenschaft der Fakultät Kulturwissenschaften. An der Universität Oldenburg ist er seit 2018 Professor für Politische Bildung/Politikdidaktik.

## Schriften (Auswahl)
- Das Politische als Kern der politischen Bildung. Hannah Arendts Beitrag zur Didaktik des politischen Unterrichts. Schwalbach 2013, ISBN 3-89974-851-4.